# Pheidole elisae
Pheidole elisae är en myrart som beskrevs av Carlo Emery 1900. Pheidole elisae ingår i släktet Pheidole och familjen myror.

## Underarter
Arten delas in i följande underarter:
- P. e. elisae
- P. e. nenia